# Colonos
Colonos este un cartier mărginaș al Atenei. În acest oraș s-a născut tragicul grec Sofocle.